# رسالة إلى الله
رسالة إلى الله فيلم دراما مصري للمخرج كمال عطية عام 1961، عن قصة إبراهيم زكي مراد الذي كتب السيناريو والحوار بمساعدة عبد الحميد جودة السحار. الفيلم من بطولة مريم فخر الدين وأحمد خميس وحسين رياض وأمينة رزق  وتدور الأحداث حول الطفلة عائشة التي تستمر في السؤال عن الله، وتؤثر فيمن حولها ليظهر في شخصياتهم جوانب إيمانهم.
صدر الفيلم إلى دور العرض المصرية في أول مايو عام 1961.
منح موقع قاعدة بيانات الأفلام العربية «السينما.كوم» الفيلم درجة 6.6/ 10.

## طاقم التمثيل
مريم فخر الدين: في دور عائشة حسين
أحمد خميس: في دور «ميدو» عبد الحميد خالد عبد الرحمن (الصحفي بجريدة أخبار اليوم، وصديق عائشة)
حسين رياض: في دور حسين (مفتش القطارات)
أمينة رزق: في دور أمينة (زوجة حسين)
عزيزة حلمي: في دور زينب (أم ميدو)
حسن البارودي: في دور الحاج إبراهيم (شريك حسين في شركة النقل الأهلية)
سعيد أبو بكر: في دور عم عوضين (البقال)
نظيم شعراوي: في دور رئيس تحرير جريدة أخبار اليوم
سهير البابلي: في دور علية (شقيقة عبد الحميد)
عبد المنعم إبراهيم: في دور صالح درويش (صديق علية)
محمد الطوخي: في دور طبيب أمراض نفسية وعصبية
محمد رضا: في دور طبيب التوليد
محمد نبيه: في دور الصحفي (زميل عبد الحميد)
أحمد الحداد: في دور بائع اللبن الحليب
بالاشتراك مع: عبد المنعم إسماعيل - عبد الغني النجدي - فتحية شاهين - نعمت مختار - الأطفال (زاهية أيوب - أحمد صادق).

## أحداث الفيلم
تتكون أسرة مفتش القطار حسين (حسين رياض) من ابنته عائشة (مريم فخر الدين)، وزوجته أمينة (أمينة رزق). يسقط أحد ركاب القطار ضحية الفزع الذي سببه المفتش حسين له حينما طالبه بتذكرة ركوب القطار، وعندما عرف أن الراكب لم يكن معه تذكرة، قام المفتش حسين بتهديده بتسليمه إلى الشرطة. يسارع الراكب بالفرار ومحاولة القفز من القطار، ويسقط تحت عجلات القطار لتنتهي حياته. يشعر حسين بالذنب وتعاوده دائماً أفكار حول مسؤوليته عن حادثة القطار. تنشغل ابنته الطفلة زينب بسؤال والدها عن الله وكينونته وأين يوجد، ويحاول دائما أن يرد على أسئلتها الفكرية البريئة حول الله وكينونته، وتبدأ أسئلة عقلانية إيمانية ترتبط عائشة بصداقة مع جارها الصغير ميدو الذي يتمنى أن يعمل صحفياً. تظل عائشة في بحثها عن الله وتصعد إلى قمة مأذنة المسجد وتكاد أن تسقط، وبعد إنقاذها يسألها ميدو عن سبب صعودها، وبينما يكتب رسالة لعوضين (سعيد أبو بكر) البقال ويبدأ رسالته بكتابة «بسم الله الرحمن الرحيم»، وعند سماع عائشة هذه الكلمات تطلب من ميدو كتابة رسالة إلى الله كي يجعل دميتها تنطق، ويطاوعها الصبي ويكتب رسالة إلى الله. تسارع عائشة إلى والدها وتسلمه الرسالة ليرسلها، ويتأثر الوالد برغبة ابنته في دمية ناطقة، ويوعدها بإرسال الرسالة، ولكنه يقدم لها بعد أيام هدية، وهي دمية ناطقة، وهكذا تأكد للطفلة أن رسالتها إلى الله قد أثمرت. وأثناء عبور الطفلة ومعها دميتها الجديدة تصدمها سيارة مسرعة، وتصاب بأزمة نفسية وبشلل نصفي تبعاً لما أصاب دميتها. تكبر الفتاة ويتقدم عبد الحميد (أحمد خميس) للزواج بها إحساساً منه بعقدة الذنب وأنه كان سبباً في اصابتها، بينما تتزوج شقيقة عبد الحميد الصغيرة علية (سهير البابلي) من صديقها صالح درويش (عبد المنعم إبراهيم). تحمل عائشة ويقترب موعد ميلاد الطفل ويؤكد الاطباء، وسط مخاطر شديدة طبية ونفسية، أن حالتها لن تستقيم بسهولة، وفي وقت يملأه اليأس يكتب عبد الحميد مقالة بعنوان «رسالة إلى الله» ينشرها في الجريدة متمنياً أن يتفهم القراء بواعث إرسال هذه الرسالة من أطفال صغار، حيث أن  صاحبتها في خطر شديد. يقرأ حسين المقالة وينصح عبد الحميد بأن العقل أعطاه الله للناس لاستخدامه حسب قوانين الحياة. وتتأزم حالة عائشة وخصوصاً أثناء الولادة، وتصبح حياتها على المحك، وهنا يمسك حسين بالأوراق ويحرر رسالة إلى الله، ويذهب كي يبعث بالرسالة، وعندما يعود يجد ابنته عائشة قد ولدت طفلها، حيث يلجأ الطبيب إلى حيلة لعلها تحسن من حالة عائشة النفسية، فألبس الوليدة ملابس الدمية حتى رأتها عائشة فظنتها دميتها وقد دبت الحياة فيها كما تمنت وهي طفلة، ويحدث ما لم يُتوقع فتُشفى من حالتها النفسية وأيضاً من شللها وتعود إلى حياتها الطبيعية.

## إنتاج الفيلم
المنتج إبراهيم زكي مراد هو مالك شركة «أفلام الكواكب» وهي شركة أنتجت منذ إنشائها عام 1953 إلى عام 1967 خمسة أفلام فقط، كان «رسالة إلى الله» هو الفيلم رقم 4. وإبراهيم زكي مراد هو والد الفنانة ليلى مراد والملحن منير مراد. عُرض الفيلم في صيف عام 1961، وكان إبراهيم مراد قد استنفذ كل ما يملك، ولم يجد أموالا للدعاية. أعرض النقاد عن الفيلم، ولم ينشر عنه أي شيء أثناء عرضه، ولعل هذا هو السبب في أن عرضه في دور العرض لم يستمر أكثر من أسبوعين، وكانت خسارة فادحة لإبراهيم مراد وشركته. واختير الفيلم فيما بعد ليمثل مصر في المهرجانات الدولية، وفاز بجائزة التميز في مهرجان كورك في أيرلندا.

## استقبال الفيلم
كتب محمود قاسم الناقد السينمائي على موقع الشروق في 5 يوليه 2019: «كمال عطية هو مخرج وكاتب سيناريو، وشاعر غنائي، وأديب، وهي سمات لم تتوافر لمخرج من أبناء جيله، ربما حتى الآن... هناك علامة فارقة أيضا في السينما المصرية للمخرج لم تتكرر قط في فيلم» رسالة إلى الله«من تأليف عبد الحميد جودة السحار، الذي فاز بجائزة مهرجان كورك بأيرلندا، وهو الفيلم الذي يبدو ممنوعاً من العرض لموضوعه في الشاشات، فهو بالغ الجرأة أنتجه يهودي، وكتبه مسلم، وأخرجه مسيحي، وسوف نتوقف عنده هنا، وأنا شخصياً أعتبره أهم أعماله على الإطلاق، بالإضافة إلى فيلم»قنديل أم هاشم" وفكرته البالغة الرجعية التي امتثل لها كاتبا السيناريو ونفذها المنتج فإن لكمال عطية فيلم لا يقل أهمية عن أعماله العظيمة وهو "الشوارع الخلفية" ... من الفيلم يمكن أن ندرك أن الأديان السماوية تتحد في فكرة وجود الإله الذي يعبده الإنسان ويلجأ اليه في السراء والضراء، والفيلم هو أول بطولة للإذاعي والشاعر أحمد خميس... كان الفيلم يستحق أن يكون من بين الأفلام المائة الأكثر أهمية في تاريخ السينما المصرية، لكن كما نشير دوما فإن النقاد لم يشاهدوا كل الأفلام كي يكونوا قادرين على دقة الاختيار وكم أتمنى من إدارة اليوتيوب عرضه ليعود له ما يستحقه من مكانة".
نشر موقع البيان مقالة تحت عنوان «فيلم لكمال عطية يفجر التساؤلات بعد 42 عاماً من عرضه» جاء فيها: «تم عرضه (يقصد فيلم رسالة إلى الله) مؤخراً في افتتاح برنامج» إعادة إكتشاف أفلام مصرية«الذي نظمته لجنة السينما بالمجلس الأعلى للثقافة بإشراف مقررها الناقد سمير فريد وإعداد الباحث محمود قاسم... في تقديم الباحث الدكتور ناجي فوزي لفيلم» رسالة إلى الله«... فيعتبره تجربة تربوية جريئة غير متكررة على الشاشة المصرية... وعن الكاتب أحمد حمروش ينقل قوله أنه يكسر قشرة الجمود التي تفيد أخلاقنا وأنه يتميز بالجرأة الحادة... يتناول الفيلم كيف يمكن أن يواجه الكبار قضية الإيمان بالله تعالى عندما يثيرها الصغار... في تحليل الفيلم يرى الدكتور فوزي أن رسالة الفيلم التربوية قد تحققت عن طريق عناصر في مقدمتها الحوار ويرجع الفضل فيها للكاتب الكبير عبد الحميد جوده السحار... وينقل لنا تعليقات نقدية نشرت عن الفيلم بعد عرضه وكيف اعتبره البعض فتحا جديدا للسينما العربية». وتابع المقال: «بعد عرض الفيلم بالمجلس الأعلى للثقافة تحدث... الناقد مصطفى عبد الوهاب الذي أشاد بالفيلم كعمل فني صالح للصغار والكبار على السواء لما له من قيمة فنية وتربوية عالمية كما رأي الدكتور نبيل راغب أن الفيلم قد خرج عن دائرة الأفلام النمطية في السينما المصري، وأن إخراجه يتسم بأسلوب شاعري مرهف وأنه حافل بالدلالات الإنسانية واللمسات الفنية، وأنه استخدم الأضواء والظلال في فيلم أبيض وأسود بأسلوب شاعري. وكان الفيلم قد حاز على جائزة فضية بمهرجان لورك الدولي بأيرلندا وهو مهرجان مخصص للأفلام القصيرة، كما حاز على تقدير منظمي المهرجان وعلى اعجاب الجمهور، وتسلمت الفنانة لبنى عبد العزيز الجائزة بسبب وجودها في بريطانيا في ذلك الوقت».
جاء على موقع الوطن نيوز مقالة تحت عنوان «قصة أول فيلم مصري ضم سينمائيين من 3 ديانات.. خسر منتجه وفاز في أيرلندا»، وأوضحت سلوى الزغبي كاتبة المقال قائلة: «ديانات سماوية ثلاث تعايش معتنقيها مع بعضهم في مجتمع واحد، لا اختلاف بين أحد منهم إلا بطبائعه الحميدة أو الذميمة التي يتعامل معه على أساسها المحيطون حتى خمسينيات القرن الماضي بعد هجرة اليهود من مصر، وكان لهذا التمازج أثره على صناعة السينما التي تعتبر مرآة ما يدور في المجتمع من الزوايا كافة.» رسالة إلى الله«، فيلم مصري وحيد جمع بين ثلاثة من السينمائيين المصريين من أصحاب الديانات السماوية الثلاث، يهودي وهو إبراهيم مراد صاحب القصة ومنتج الفيلم أيضًا، ومسلم وهو عبد الحميد جودة السحار كاتب السيناريو والحوار، ومسيحي هو المخرج كمال عطية... رأى الكاتب أحمد رأفت بهجت في كتابه» اليهود والسينما في مصر والعالم العربي«، أن هذا الفيلم يعتبر أمرًا له دلالته، وخصوصًا عندما تتشابك وتتقاطع في أحداث الفيلم رؤى يتردد صداها من رسائل الأديان الثلاثة، لذلك سيبقى الفيلم وهو العمل المتكامل من نوعه الذي يتتبع مسألة الجدل حول الأديان ثم الوصول بالفعل والعلم والوجدان إلى أعلى درجات الإيمان، وهي رؤية تقدمية لعلاقة الإنسان بالله في سنوات كان الحديث فيها عن الوجودية الملحدة والجدلية المادية في أقصى حالاته، وخاصةً في مصر، وجاء الفيلم ردًا على ذلك الجدل».
كتب عصام زكريا على موقع البوابة في 27 أبريل 2014: «يقوم كل أبطال الفيلم تقريبا بكتابة رسائل إلى الله، ليس فقط الطفلة عائشة التي تريد منه أن يبث الحياة في دميتها ... يقوم الأب نفسه، حسين رياض، وهو الذي يقدمه الفيلم كصاحب إيمان عقلاني يؤمن بالسببية والعلم، بكتابة رسالة إلى الله هو أيضا ... الفيلم هو أحد الأعمال النادرة في السينما المصرية التي تتناول موضوع الإيمان بجرأة نسبية، وسوف يقوم المخرج كمال عطية بمناقشة ثنائية الإيمان والعلم في فيلم لاحق هو» قنديل أم هاشم«... على الرغم من أن الصلاة هي عبارة عن حديث إلى الله، أو معه أحيانا، إلا أن الرقابة الرسمية والشعبية طالما أصيبت بالهلع من المشاهد التي تقوم فيها الشخصيات السينمائية بالتحدث إلى الله ... لن تجد الكثير من الأفلام التي تشبه» رسالة إلى الله«أو» قنديل أم هاشم«في السينما المصرية التي اعتادت الانحناء أمام كل أنواع الرقابة والسلطة سواء الرسمية أو الشعبية».

## وصلات خارجية
- رسالة إلى الله على موقع IMDb (الإنجليزية)
- رسالة إلى الله على موقع قاعدة بيانات الأفلام العربية
- رسالة إلى الله على موقع قاعدة بيانات الفيلم (الإنجليزية)
- رسالة إلى الله على موقع كينوبويسك (الروسية)
- رسالة إلى الله على الدهليز
- رسالة إلى الله على كاروهات